# Vincenzo Vitale (militare 1908)
Vincenzo Vitale (Atripalda, 1908 – Gondar, 21 novembre 1941) è stato un militare italiano, insignito della medaglia d'oro al valor militare alla memoria nel corso della seconda guerra mondiale.

## Biografia
Nacque a Atripalda, provincia di Avellino, nel 1908, figlio di Vincenzo e Filomena Bonaugurio.
Esercitava il mestiere di calderaio quando fu arruolato nel Regio Esercito per assolvere gli obblighi del servizio militare di leva dal 1928 al 1929 in forza al 21º Reggimento fanteria, venendo posto in congedo con il grado di caporale maggiore. Richiamato in servizio attivo nel 1935 per esigenze legate alla situazione in Africa Orientale venne assegnato al I Battaglione CC.NN. dell'Eritrea con il grado di vice caposquadra, e prese parte alla guerra d'Etiopia con il Gruppo CC.NN. del generale Filippo Diamanti e in seguito alle operazioni di grande polizia coloniale, in reparti coloniali. Raffermato e promosso sergente maggiore nell'aprile 1940, fu destinato al XIV Battaglione CC.NN. d'Africa col quale entrò in guerra il 10 giugno dello stesso anno. Cadde in combattimento nel corso della battaglia di Culqualber il 21 novembre 1941, e venne insignito della medaglia d'oro al valor militare alla memoria.